# Spelaeomysis
Spelaeomysis (лат.) — род ракообразных, единственный в составе семейства Lepidomysidae из отряда Stygiomysida (ранее в Mysida). Включает около 10 пещерных видов. 

## Описание
Представители рода обитают в подводных пещерах Европы, Северной Америки, Азии и Африки.
Биология подробно изучена у европейского эндемика вида Spelaeomysis bottazzii в солоноватоводных подземных водоёмах Италии примерно в 1 км от побережья Средиземного моря. Как и у большинства родственных видов, у стеблей глаз отсутствует омматидии (остатки их есть только у Spelaeomysis cardisomae и Spelaeomysis servatus), а тело полностью не пигментировано. Зрелые самцы и неполовозрелые самки были многочисленны круглый год, тогда как размножающиеся самки и молодь были редки. Основными стадиями молоди в выводковой сумке были зародыши, науплиоиды и постнауплиоиды; все они были непигментированы, в отличие от постнауплиоидов у родственных видов. Свободноживущие стадии питались в основном автотрофными микроорганизмами. Пострепродуктивное сокращение остегитов может указывать на особую стратегию, позволяющую избежать нового цикла размножения до восстановления жировых запасов.

## Классификация
Род Spelaeomysis был впервые выделен в 1924 году на основании типового вида Spelaeomysis bottazzii и включает в основном пещерные виды с длиной тела от 3 до 9 мм. Входит в состав семейства Lepidomysidae из отряда Stygiomysida (ранее до 2007 года рассматривались в составе отряда Mysida).
- Spelaeomysis bottazzii Caroli, 1924 — Италия, Апулия, Otranto, пещеры, 41N (длина тела 9 мм)[10]
- Spelaeomysis cardisomae Bowman, 1973 — Мексика, 12N, пещеры (длина тела около 5 мм)[10][11]
- Spelaeomysis cochinensis Panampunnayil & Viswakumar, 1991 — Индия[12][13]
- Spelaeomysis longipes (Pillai & Mariamma, 1964) — Индия, Trivandrum, пещеры, 8N (длина тела 5,8 мм)[10][14]
  - =Keralomysis longipes, =Lepidomysis longipes
- Spelaeomysis nuniezi Bacescu & Orghidan, 1971 — Куба, пещеры, 22N (длина тела 3,4 мм)[10][15]
- Spelaeomysis olivae Bowman, 1973 — Мексика, пещеры, 18N (длина тела 8 мм)[11]
- Spelaeomysis quinterensis (Villalobos, 1951) — Мексика, пещеры, 23N (длина тела 9 мм)[10][16]
- Spelaeomysis servatus (Fage, 1924) — Занзибар (Африка), пещеры, 6S (длина тела около 5 мм)[10][17][18]
- Spelaeomysis villalobosi Garcia-Garza et al., 1996 — Мексика[19]